# 布鲁诺·塞纳
布鲁诺·塞纳（Bruno Senna，1983年10月15日—）巴西赛车手，是已故著名车手艾尔顿·塞纳的外甥。2009赛季中加入F1新的伊斯巴尼亚车队，代表其参加2010年世界一级方程式锦标赛。在2011赛季中期，顶替尼克·海菲尔德，成为莲花雷诺车队的正式车手。2012赛季加入威廉斯車隊，成为其正式车手。2012赛季后，由于没能寻到新东家，他退出了F1赛事。

## 童年
般奴·冼拿在1984年出生。他的母親Viviane Senna為冼拿的姊姊。般奴跟隨母姓。當般奴10歲時，他舅父及父親均意外離世（父親在冼拿死後數月亦在一場電單車意外中喪生），自此他便停止了任何賽車訓練及比賽，直至10年後才重新投入賽車運動；這10年，他就跟普通人一樣的成長。很多評論對他在20歲才開始賽車生涯不予厚望，因為從沒有車手在這年齡起步而能取得成就。結果般奴·冼拿抵受着不被看好的壓力，努力的參賽及提升實力。其姊姊更成為了他的經理人。帶着冼拿的名字，找尋贊助不致太困難，也為他的成功幫了一把。般奴·冼拿憑天賦及努力，用了6年時間就躋身2010年F1賽事。

## 2004年

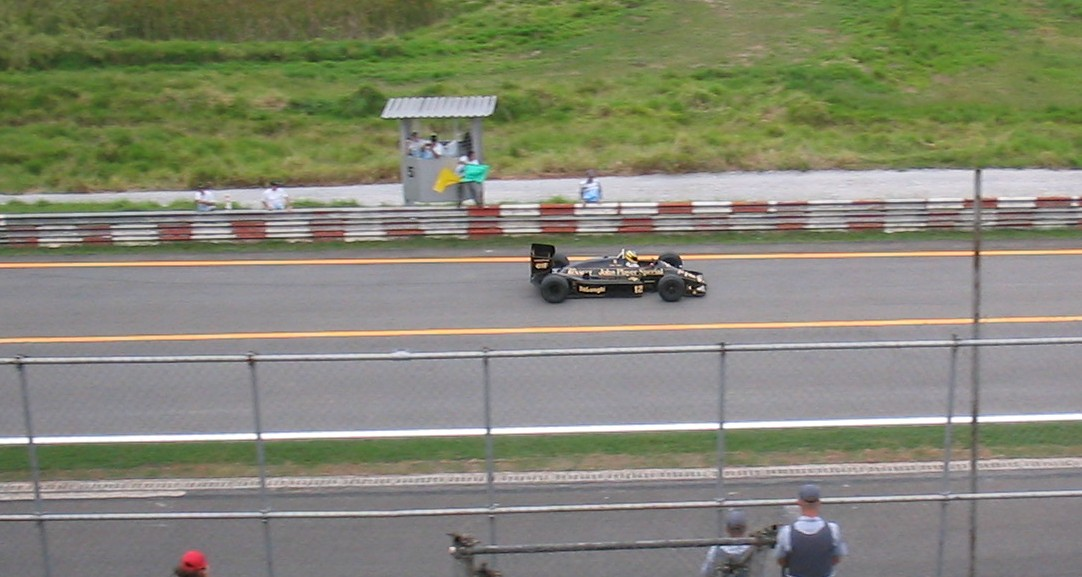
般奴·冼拿駕駛亡舅昔日蓮花戰車。

2004年10月，般奴在巴西舉行的冼拿逝世十周年紀念活動中，駕駛亡舅昔日蓮花戰車在賽道繞圈，以悼念一代車神。
2004年11月，年僅二十一歲的般奴·冼拿首度前往澳門角逐雷諾方程式賽事，便因為前面的詹家圖、小林可夢偉和哥林·弗雷明先後退出而獲得亞軍。般奴·冼拿說：「澳門賽道確十分具挑戰性，車手不能有任何犯錯，記得舅父曾奪過澳門三級方程式冠軍，今次我能踏足頒獎台，是一次難得的回憶。」 

## 2007年澳門三級方程式大賽車

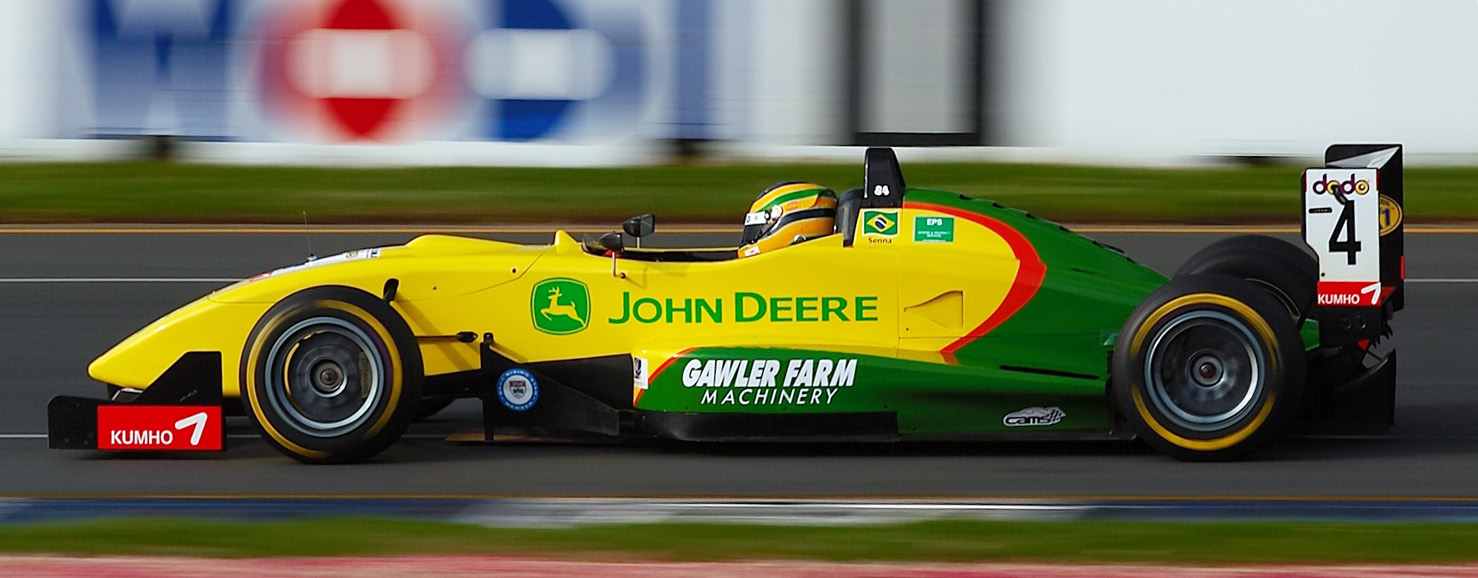
冼拿的F3賽車。

般奴·冼拿在2006年參加英國三級方程式錦標賽，在2007年升至GP2有耀眼成績。巴西「車神」冼拿在1983年贏得首屆澳門格蘭披治三級方程式冠軍，一戰成名；在2007年11月，外甥般奴冼拿在第廿五屆澳門三級方程式重踏過世舅父的步伐，致力成為又一位從澳門走到一級方程式的車手。不過冼拿在11月16日舉行的三級方程式排位賽只得第十八位，之後在選拔賽第7圈與德國車手侯根堡在文華東方彎猛烈相撞，車頭嚴重損毀。心急如焚的般奴，眼見工程車將座駕送回維修站後難掩擔憂心情，他與車隊經理簡短交談後隨即揮袖離開；結果他未能在11月18日的決賽亮相。

## 2007-08 GP2系列賽

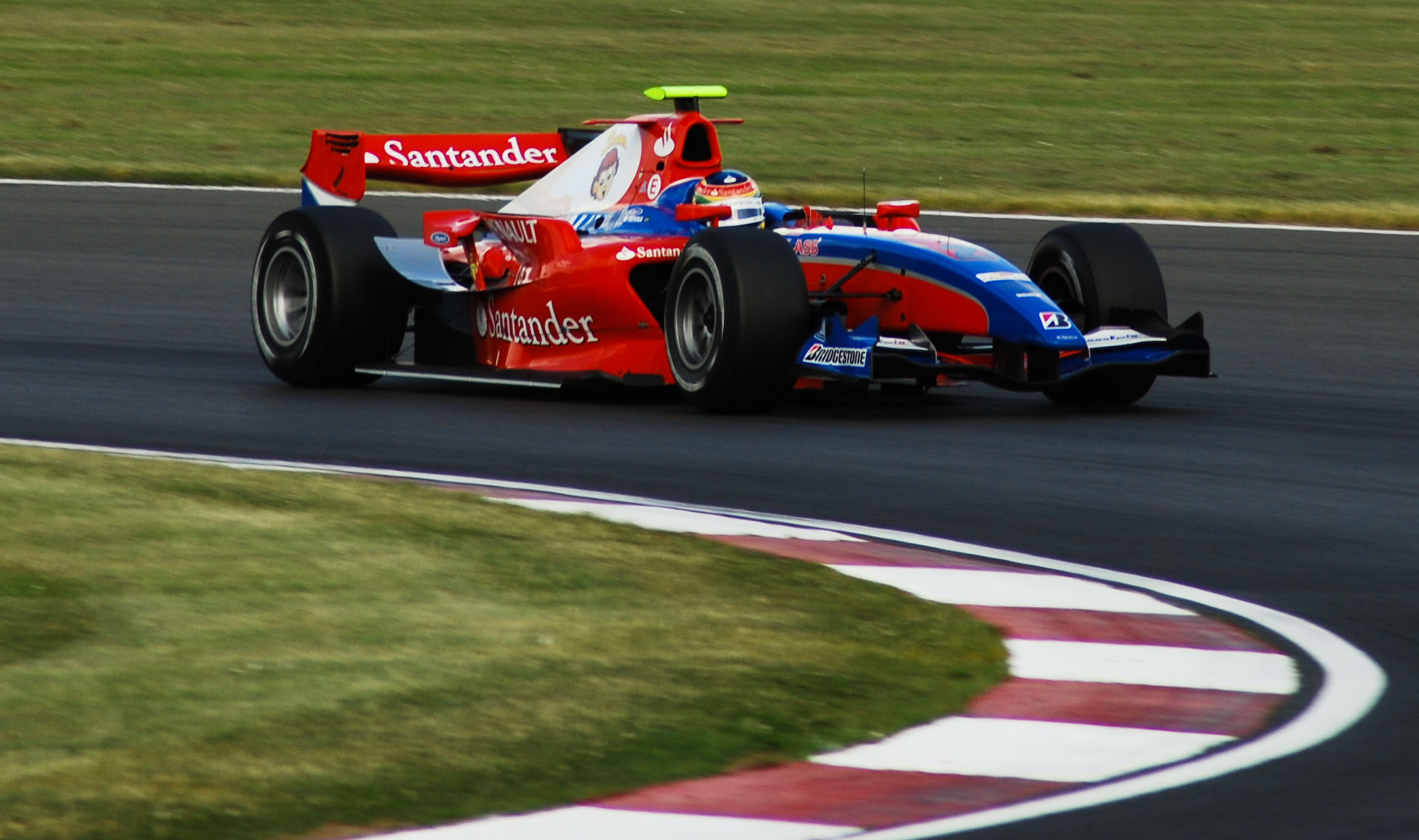
般奴·冼拿在GP2系列賽中。

般奴·冼拿在2008年加入了iSport International車隊，贏得了GP2系列賽全年總亞軍，在2009年他本欲加入布朗車隊，可是布朗最後選擇了經驗豐富的巴里切羅。因此冼拿只好暫時轉戰勒芒系列賽。

## 2010年賽季

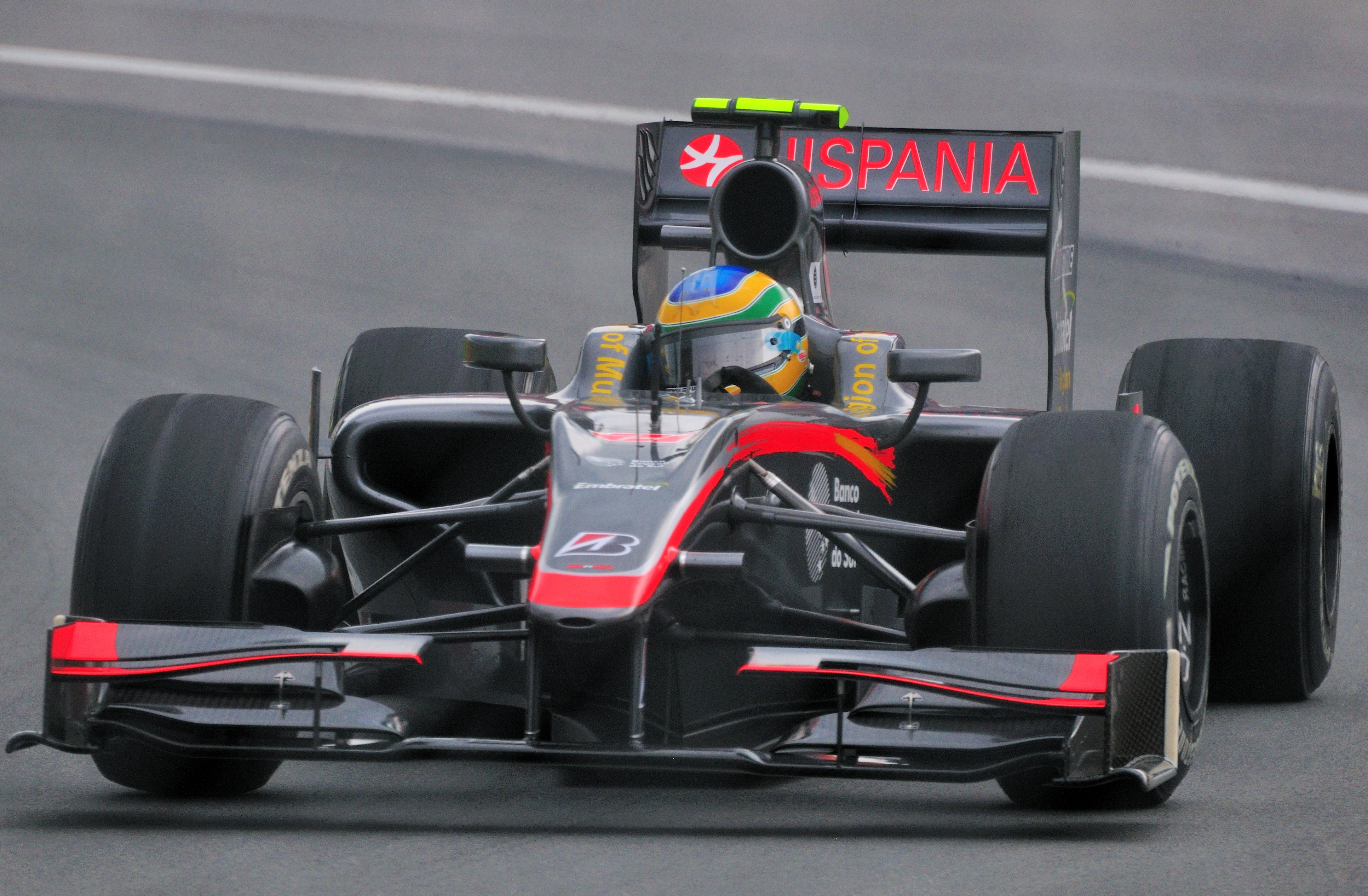
冼拿為伊斯巴尼亞車隊出戰。

2010年，般奴·冼拿在2009年底終獲伊斯巴尼亞車隊一紙合約。在截止日期前及時參賽的伊斯巴尼亞車隊，礙於技術及經費不足，部分組件只能以鋼鐵造成，比一級戰車所用的炭纖維足足重了20公斤，般奴·冼拿坦言完成比賽已是很好成績。
可是他於處子賽季成績差勁，前9站有6場無法完成比賽，其所屬伊斯巴尼亞車隊終忍無可忍，在7月9日宣布由27歲日本車手山本左近取代般奴·冼拿出戰英國站。不過，伊斯巴尼亞車隊強調般奴並非被炒，他仍會參加其他分站。

## 2011年賽季

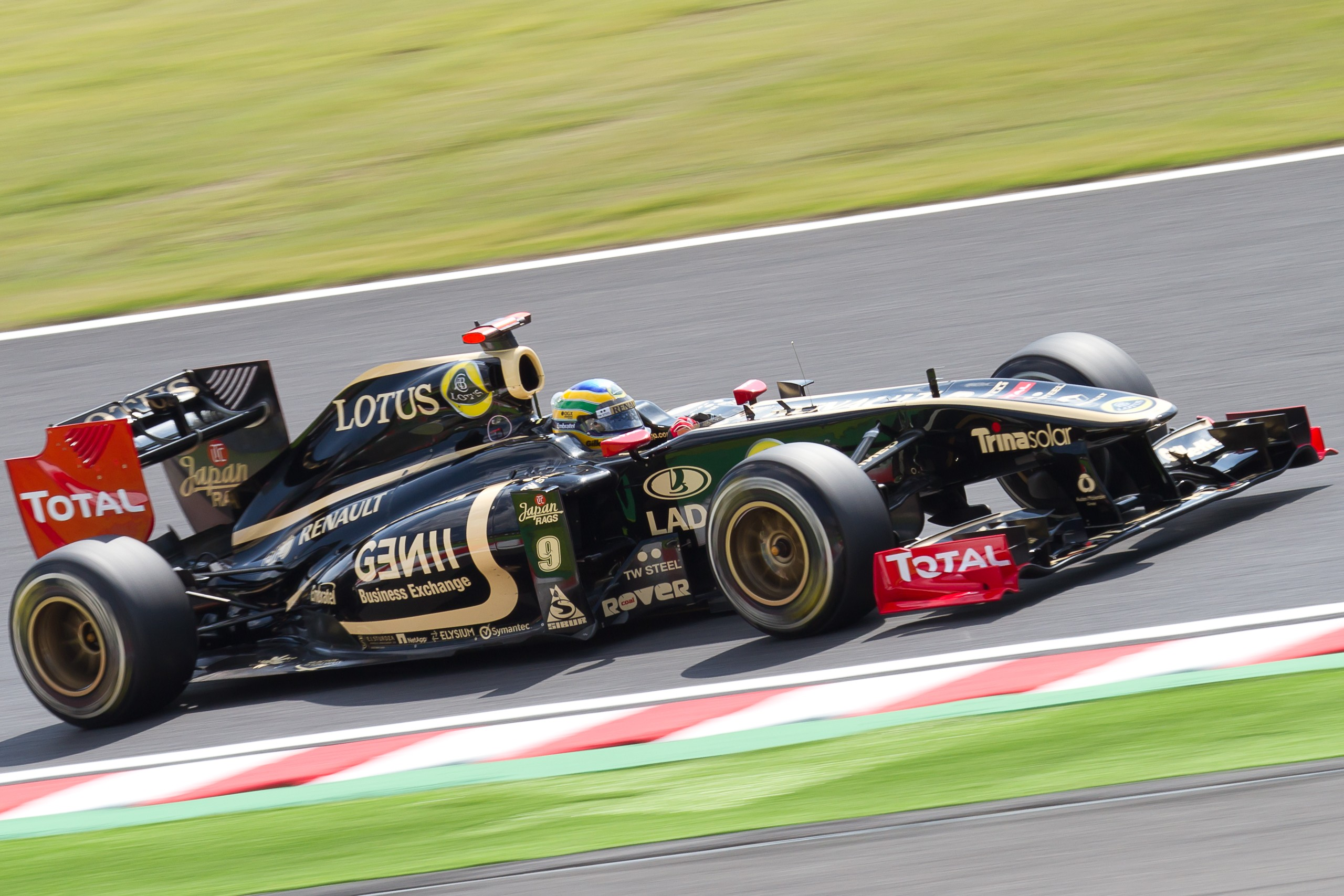
冼拿為雷諾車隊參戰日本站。

2011年8月賽季中段，雷諾車隊宣布般奴·冼拿，將代替德國車手希菲特出戰F1比利時站比賽。9月3日，雷諾F1車隊宣布已與德國車手希菲特達成協議，即時讓該名車手離隊，其原來的正車手位置將由巴西車手般奴·冼拿取代，今季餘下賽事將夥拍隊友柏杜夫出賽。
7屆世界冠軍米高·舒麥加在2011年賽季的最後一戰因與雷諾車手般奴·冼拿相撞，最終只以第15名完成賽事，賽後這名德國車神指責冼拿欠缺經驗釀成意外。

## 2012年賽季

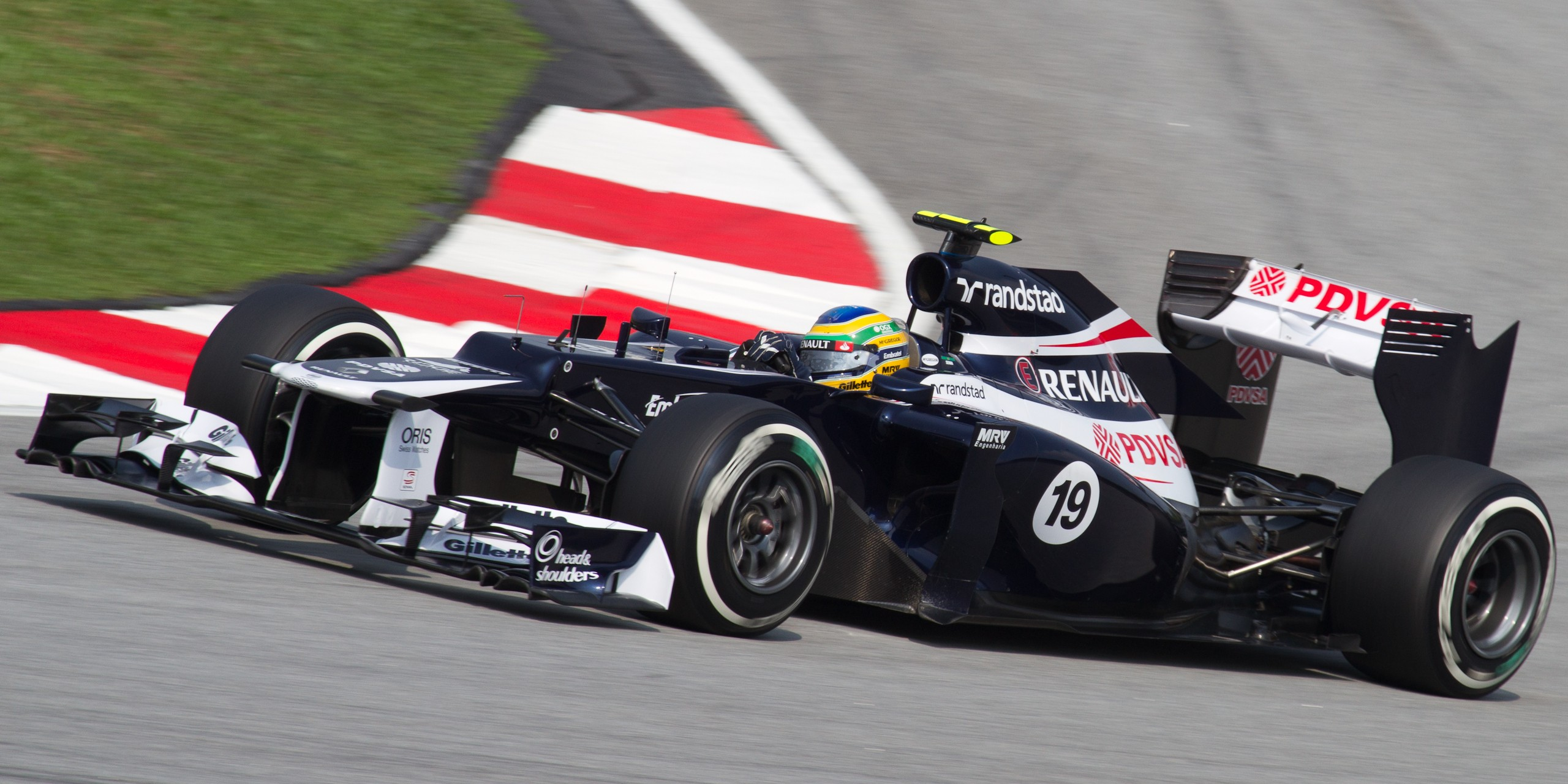
冼拿為威廉士車隊在馬來西亞奪得第6名成績。

2012年1月18日，被雷諾蓮花放棄的般奴·冼拿仿傚舅父冼拿加盟威廉士車隊，車隊確認了般奴·冼拿取得第二個車手席位，新季將拍住馬當拿度組成南美組合。般奴·冼拿則否認靠贊助搶位：“他們對我進行了各方面的評估及測試，開始時甚至沒有談論過贊助問題，他們滿意我的表現，相信我有能力勝任。很開心威廉士選擇了我，希望能為他們寫下新篇章。”
冼拿為威廉士車隊在馬來西亞站奪得第6名的成績。在西班牙大獎賽中，第14圈平治「車神」米高·舒麥加與般奴·冼拿再發生撞車事故，前者落車前怒擲轉向盤，更在無線電中大罵冼拿是「白痴」（idiot）。 在比赛结束后，威廉姆斯车队的布鲁诺·塞纳的车房起火并发生爆炸，4名车队技师被送往当地医院接受检查；4名卡特汉姆车队技师及一名印度力量车队车队技师受伤被送入赛道的医疗中心检查。火灾起因是布鲁诺·塞纳车房的燃油泄漏。賽後舒麥加被罰在摩納哥大獎賽要退後5個排位名次。

## 车手经历
- 2004年 英国宝马方程式第21名
- 2005年 英国F3第10名
- 2006年 英国F3第3名F3大师赛第7名
- 2007年 GP2第8名
- 2008年 GP2第2名
- 2010年 F1第23名
- 2011年 F1第18名
- 2012年 F1第16名

## 个人网站
- Bruno Senna （页面存档备份，存于）
- 布鲁诺·塞纳在互联网电影资料库（IMDb）上的資料（英文）